# Константин Обрадовић
Константин Обрадовић (1939—2000) био је професор Правног факултета у Београду и стручњак за међународно право.

## Биографија
Контантин Обрадовић је дипломирао (1962) и докторирао (1977) на Правном Факултету Универзитета У Београду. Од 1965. године радио је у Институту за међународну политику и привреду У Београду. Тамо је од 1985. до 1989. био директор одсека за међународно јавно право. Године 1989. стекао је звање вишег научног сарадника. У југословенској влади премијера Милана Панића био је, од септембра 1992. до марта 1993, заменик Министра за људска права и права мањина. Професор Међународног јавног права и међународних организација на Факултету политичких наука Универзитета У Београду постао је 1995. Године. Универзитет је напустио у знак противљења Закону о универзитету Републике Србије, 1998. године.
Професор Обрадовић је био оснивач Београдског центра за људска права. Био је члан Института За хуманитарно право У Сан Рему и члан југословенских делегација на скуповима међународних организација. Био је оснивач и члан неколико невладиних организација, међу којима су Центар За антиратну акцију и Фонд за хуманитарно право. За заслуге у борби за поштовање људских права и хуманитарног права Председник Републике Француске одликовао је, 1997. године, Константина Обрадовића орденом Витеза Легије части.
Професор Обрадовић је предавао на многим универзитетима У земљи и иностранству. Објављивао је и на француском, италијанском, енглеском и руском језику. По њему је названа награда Контантин Обрадовић која се додељује заслужнима за унапређење културе људских права. О добитнику одлучује независни жири, који је до сада радио У саставу: др Гордана Матковић, др Весна Пешић и др Весна Петровић.
Смрћу професора Константина Обрадовића, 10. марта 2000. године, Београдски центар за људска права изгубио је свог оснивача и заменика директора, а југословенска наука једног од најугледнијих стручњака за међународно јавно право и највећег зналца међународног хуманитарног права.